# Mr Medicine
Mr Medicine è un brano musicale della cantante britannica Eliza Doolittle, quarto singolo estratto dal suo album di debutto omonimo, Eliza Doolittle. È stato distribuito dall'etichetta discografica EMI il 7 marzo 2011 ed è entrato in rotazione radiofonica. Il brano è stato scritto da Eliza Doolittle, John Beck e Steven Chrisanthou.

## Tracce
Download digitale
1. Mr Medicine - 3:27

## Classifiche
| Classifica (2011) | Posizione massima |
| ----------------- | ----------------- |
| Regno Unito       | 130               |